# حامد ترائوره
حامد ژونیور ترائوره (فرانسوی: Hamed Junior Traorè‎؛ زادهٔ ۱۶ فوریهٔ ۲۰۰۰) بازیکن فوتبال اهل ساحل عاج است که برای باشگاه ناپولی در سری آ ایتالیا بازی می‌کند.